# Departamento Calingasta
Calingasta es un departamento de la provincia de San Juan (Argentina). Se encuentra ubicado en el extremo suroeste de dicha provincia, donde predomina un paisaje cordillerano, de serranías y caudalosos ríos. Se desarrollan actividades como la agricultura, con producción de frutas y hortalizas, en los valles, también se destaca con importancia el turístico principalmente en la localidad de Barreal y el desarrollo de la minería.
Calingasta ocupa un 25 % del total de la superficie provincial, convirtiéndolo en la jurisdicción más extensa de la ya mencionada provincia.

## Toponimia
Varios han sido los significados que se le han dado a este vocablo de raíz indígena:
- Conjunción de Calin, posiblemente el nombre de un jefe o cacique de la zona, y gasta, «población o nación», es decir "el pueblo de Calin".
- Transformación de Catalve, «río de la ladera», como era llamada la zona a la llegada de los españoles.

Fuente: San Juan, nuestra tierra. Ediciones Argentina.

## Historia
Los primeros habitantes que datan de la época prehispánica que habitaron lo que hoy se conoce como Calingasta fueron principalmente distintos pueblos indígenas llamados La Fortuna, Ansilta y Angualasto, las principales culturas que se desarrollaron en la región. Los Huarpes también se asentaron en algunas zonas del departamento pero fueron dominados por los Incas hasta la llegada de los españoles en el siglo XVI. En ese tiempo, los jesuitas se instalaron en Calingasta para evangelizar a los pueblos originarios.
La fundación y establecimiento de las localidades principal de la zona se produjo recién en el siglo XIX, fue el gobierno de Camilo Rojo el que en 1866 impulsó la fundación de Villa Maipú. En 1869, la ley de Régimen Municipal reconoció a Calingasta entre los 18 departamentos en que se dividía la provincia en esa época. Desde 1917, Villa Maipú se llamó General Sarmiento. Pero el nombre que prosperaría para la villa cabecera del departamento sería el de Tamberías, designación que remite a una antigua posta en el Camino del Inca.
Calingasta fue así fundado el 17 de diciembre de 1869.

## Geografía

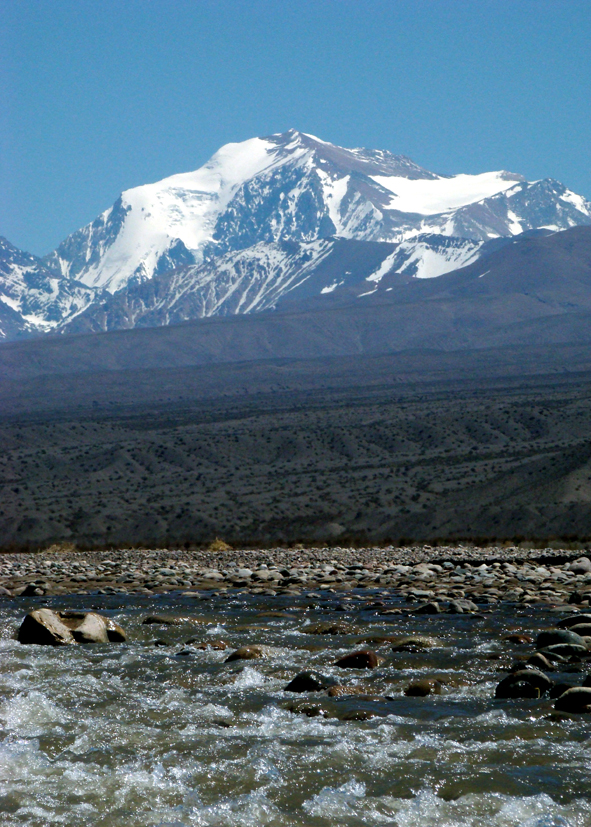
Vista del Cerro Mercedario, desde el Río de los Patos.

El departamento Calingasta se encuentra al sudoeste de la provincia de San Juan, al oeste, a 135 kilómetros del Ciudad de San Juan, posee una superficie de 22 589 km², lo que logra ubicarse en el primer lugar con respecto a su superficie a nivel provincial. Sus límites son:
- Al norte con el departamento Iglesia
- Al sur con la Provincia de Mendoza
- Al este con los departamentos de Sarmiento, Zonda y Ullum
- Al oeste con la República de Chile

### Relieve

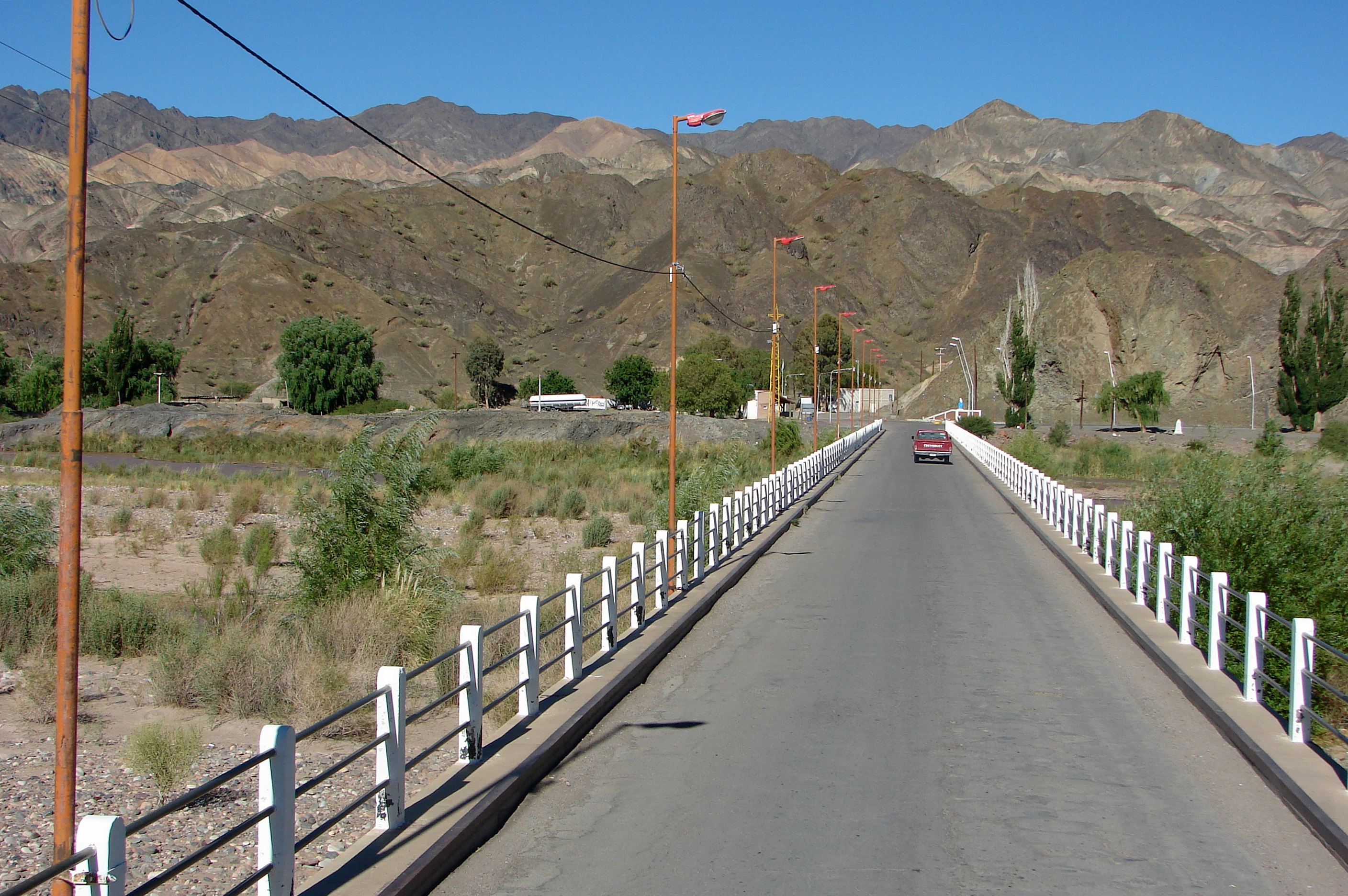
Los Andes en Calingasta.

Calingasta posee un relieve totalmente accidentado (montañoso), ya que su ubicación es al pie de la Cordillera de los Andes, donde se complementan la Cordillera Principal con su mayor elevación, el cerro Mercedario (6720 m s. n. m.), después del Aconcagua y es posible destacar una zona precordillerana de menor altura que la primera con numerosas serranías cabe destacar la sierra del Tontal. El suelo es principalmente de características desérticas con una escasa cobertura vegetal, con excepciones en los valles ubicados a orillas de los ríos.

### Clima
El clima es principalmente desértico con escasas precipitaciones, donde se destacan marcadas amplitudes térmicas, con notables diferencias de temperatura entre la noche y el día como así también entre el verano y el invierno, con una importante radiación solar. Consta de entre 270 y 300 días despejados.
Una de las únicas regiónes de América del Sur, que los climas continentales del tipo D están presentes, es en el Valle de los Patos Superior, una de las únicas zonas del hemisferio sur con un clima continental propiamente dicho, con características de verano suave e invierno frío (Dsb), de acuerdo con la clasificación climática de Köppen.
La temperatura de -39,0 °C, fue registrada el 17 de julio de 1972, en la estación meteorológica del Valle de los Patos Superior, a 2880 m s. n. m. Esta es la temperatura oficial más baja registrada en Argentina (excluyendo las bases antárticas) y también en América Latina.
- Coordenadas: 31°22′S 69°30′O / -31.367, -69.500

## Población
El censo 2010 arrojó 8588 habitantes.
Para el censo 2022 el departamento registró 11 034 habitantes; lo que representó un aumento en la cantidad de personas del 28,5% mayor que el crecimiento poblacional provinciala situado en 20,8%. Estos datos le valieron al departamento tener la menor densidad poblacional junto con Iglesia en la provincia.

## Sismicidad
La sismicidad del área de Cuyo (centro oeste de Argentina) es frecuente y de intensidad baja, y un silencio sísmico de terremotos medios a graves cada 20 años en distintas áreas aleatorias.
Terremoto de Caucete 1977el 23 de noviembre de 1977, la región fue asolada por un terremoto y que dejó como saldo lamentable algunas víctimas, y un porcentaje importante de daños materiales en edificaciones.
Sismo de 1861aunque dicha actividad geológica ocurre desde épocas prehistóricas, el terremoto del 20 de marzo de 1861 señaló un hito importante dentro de la historia de eventos sísmicos argentinos ya que fue el más fuerte registrado y documentado en el país. A partir del mismo la política de los sucesivos gobiernos mendocinos y municipales han ido extremando cuidados y restringiendo los códigos de construcción. Y con el terremoto de San Juan de 1944 del 15 de enero de 1944 (81 años) el gobierno sanjuanino tomó estado de la enorme gravedad sísmica de la región.
El Día de la Defensa Civil fue asignado por un decreto recordando el sismo que destruyó la ciudad de Caucete el 23 de noviembre de 1977, con más de 40 000 víctimas sin hogar. No quedaron registros de fallas en tierra, y lo más notable efecto del terremoto fue la extensa área de licuefacción (posiblemente miles de km²).
El efecto más dramático de la licuefacción se observó en la ciudad, a 70 km del epicentro: se vieron grandes cantidades de arena en las fisuras de hasta 1 m de ancho y más de 2 m de profundidad. En algunas de las casas sobre esas fisuras, el terreno quedó cubierto de más de 1 dm de arena.

### Localidades y parajes
- Barreal
- Calingasta
- Castaño Viejo
- Ciénaga Manantiales
- Las Varillas
- Los Erizos
- Puchuzun
- Tamberías
- Villa Pituil
- Valle de Los Patos Superior
- Vuelta de Los Caminos

## Economía
.

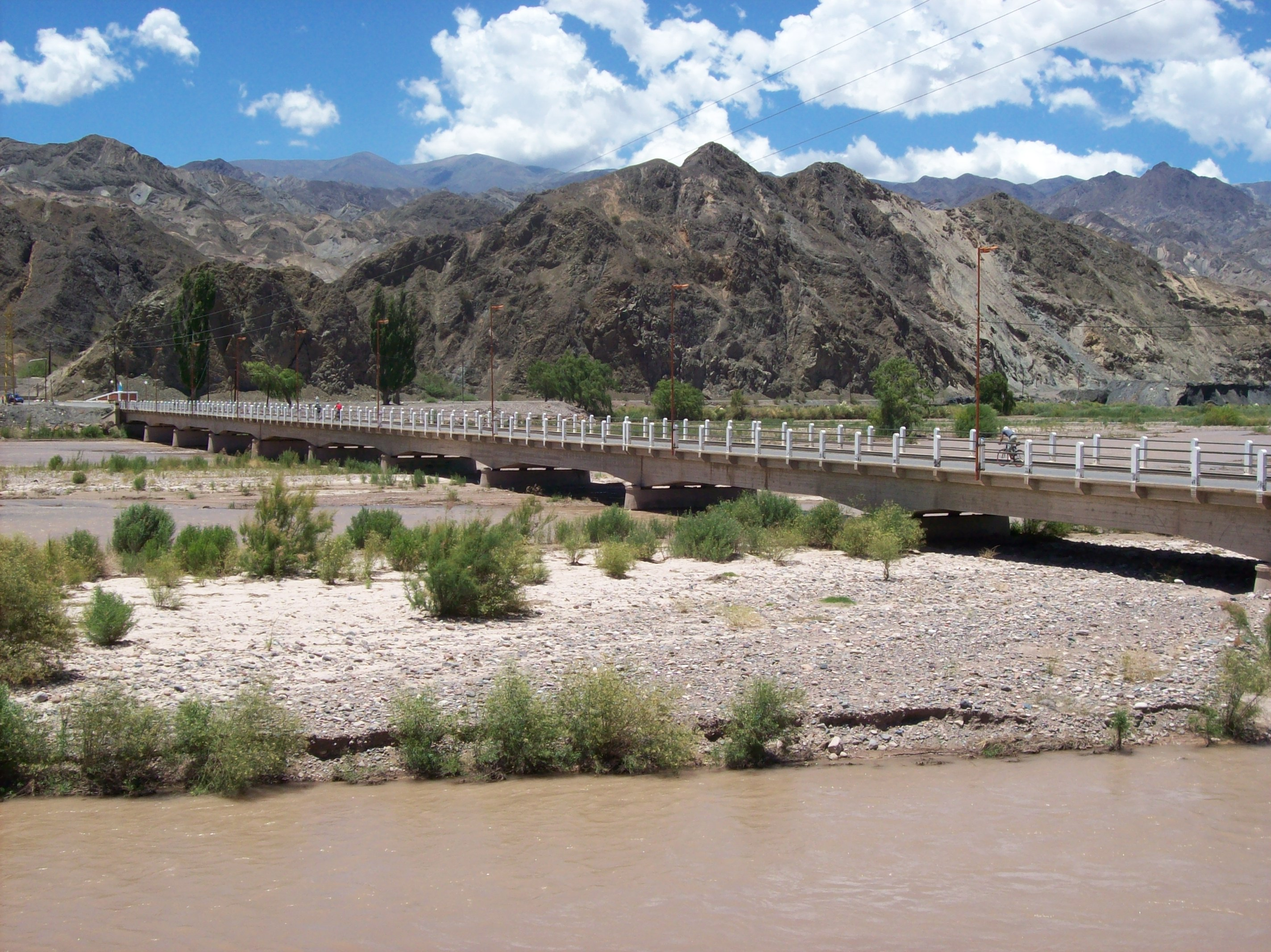
Puente de ingreso a la localidad de Calingasta sobre el río de los Patos

Calingasta posee un área cultivada de 5033 hectáreas, abastecidas íntegramente con red de riego en forma artificial, consta de una red de canales impermeabilizados con cemento. Donde se destacan un 38% explotaciones forestales, un 24 % por plantaciones de frutas, destacándose la manzana y otro 16% corresponde a las hortalizas (logrando sobresaltar el ajo). En menor significación les continúan las pasturas, vid, aromáticas y cereales.
Los pastizales de ya mencionada región permiten el pastoreo del ganado, especialmente caprino.
En la minería se destacan la bentonita y el sulfato. La bentonita constituye el principal recurso minero y se utiliza en la industria petrolera, la enología y yacimientos. Alcanza para el consumo interno y también se exporta a Brasil y Chile.
La ganadería constituye una significativa fuente de recursos para los lugareños. En las vegas cordilleranas se practica «la veranada». Se lleva a cabo en los altos valles de las cordilleras del departamento. Consiste en traer el ganado, especialmente caprino, desde Chile a las vegas cordilleranas, que son espacios con buenos pastos naturales. Se llevan a cabo cuando las condiciones climáticas lo permiten: octubre-noviembre a marzo-abril.

## Turismo

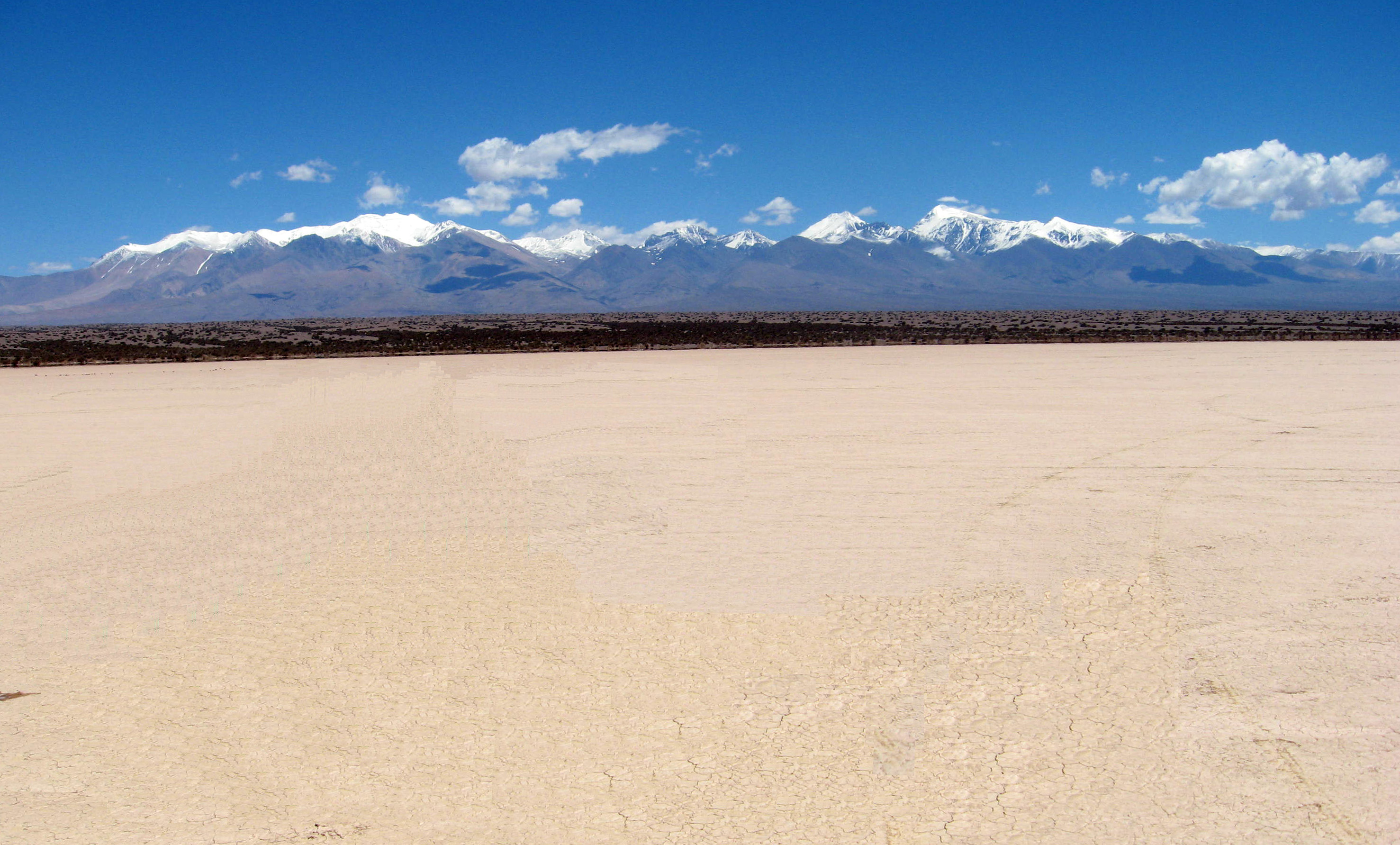
Vista del Barreal Blanco o conocido con el nombre de «Pampa del Leoncito», el cual se destaca por ser un importante punto turístico de Calingasta.

En Calingasta predomina el turismo aventura con escalinatas en las montañas, raftin en sus violentos y caudalosos ríos, y el carrovelismo. También uno temático con visitas al Complejo Astronómico El Leoncito. Se destacan el:
- Cerro Mercedario

Con 6770 m s. n. m., el cerro Mercedario es el más alto de San Juan. Está ubicado al norte del Macizo de la Ramada y, junto a otras seis montañas, integra una de las formaciones naturales más impactantes de San Juan: el Valle Colorado. El sitio ofrece diversas opciones para todo tipo de turistas. Quienes gustan de las caminatas o excursiones a caballo podrán explorar los rincones del lugar. Los glaciares, las vertientes de agua dulce, la riqueza de la flora y la presencia de guanacos, pumas, liebres, zorros, chinchillones y cóndores sorprenden al visitante. El lugar es especialmente indicado para los andinistas, que encontrarán un gran desafío en la escalada a las blancas cumbres de la zona.
- Barreal

Con un clima excepcional, una importante infraestructura hotelera y una increíble belleza natural, Barreal se ha convertido en la capital turística de Calingasta. La fuerza de la cordillera, la tranquilidad de las calles con sus doradas alamedas, los sonidos de las aves y el perfume de los numerosos cultivos y aromáticas conforman un escenario encantador.
- Pampa El Leoncito. Barreal Blanco

Se trata de una vasta planicie desértica y cuenca que forma el increíble Barreal Blanco. Está constantemente azotada por los vientos, lo que inspiró a un visitante belga el deporte del carrovelismo, practicado con autos a vela (wind-cars). Los coches corren empujados por el viento pudiendo alcanzar una velocidad de 135 km/h.
- Villas del Río Castaño

Es el principal afluente del Río San Juan, famoso por sus truchas criollas y fontinaris. En sus remansos y orillas abundan las garzas blancas, los patos y gansos silvestres (piuquenes) que visitan el lugar en invierno y emigran a las montañas en verano.
Se pueden recorrer localidades rurales tales como Puchuzun, Villa Nueva o la Mina de Castaño Viejo, mina abandonada de oro, en la que se pueden ver sus antiguas maquinarias de vapor y restos de hornos de ladrillos refractarios.
- Complejo Astronómico: El Leoncito

Reúne los esfuerzos de las Universidades de La Plata, Córdoba, San Juan y el CONICET (Consejo Nacional de Ciencia y Tecnología).
Lleva a cabo observaciones astrofísicas: constitución de estrellas y cometas, interacciones entre astros, etc.
Se pueden hacer observaciones de los astros a través de visitas guiadas por personal técnico del complejo.

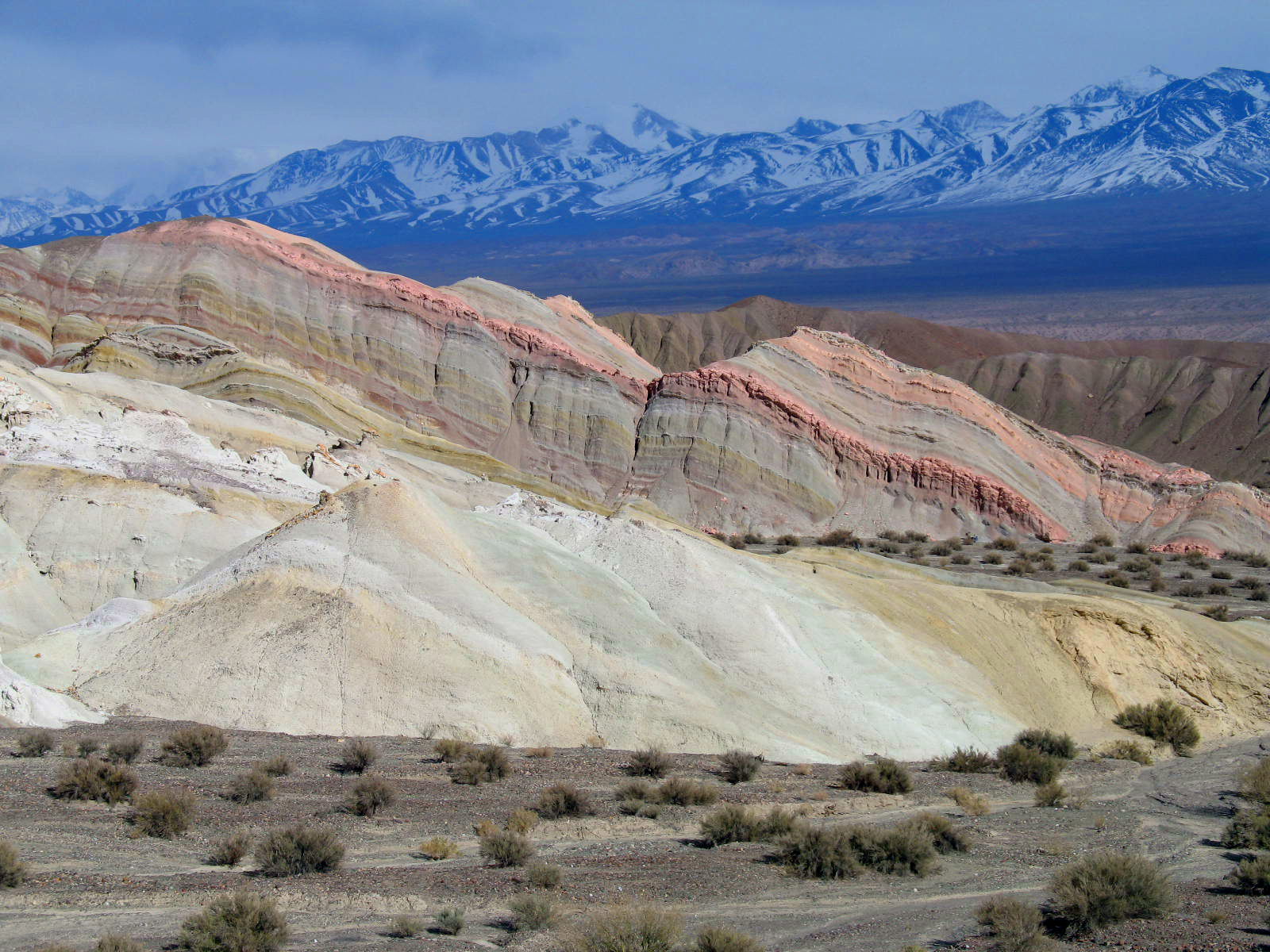
Cerros pintados, al fondo la Cordillera de los Andes.

- Centro de Visitantes Hugo Mira. Estación Astronómica Dr. Carlos U. Cesco

La creación de la estación reunió a las Universidades de Yale, Columbia y Universidad Nacional de San Juan.
En él se realizan operaciones astrométricas o sea sobre las posiciones de los astros.
El Centro de Visitantes Hugo Mira, se encuentra a 2330 m s. n. m. en donde se localiza el único observatorio astronómico de Argentina dedicado a la astronomía de posición.
Se pueden realizar visitas guiadas.
Entre otros atractivos se destacan el paseo a los "Cerros Pintados", ubicados cerca de la localidad de Barreal, estas formaciones policromas donde abundan el verde, blanco y rojo. Los cerros son yacimientos de bentonita sódica. También sobresale el Cerro Alcázar, en cercanías a la población de Tamberías, tratándose de un cerro arcilloso con una altitud de 1650 m s. n. m. cuyas formas erosionadas semejan al castillo Alcázar de Sevilla, España.